# 糖ヌクレオチド
糖ヌクレオチドは代謝における単糖の活性型である。糖ヌクレオチドはグリコシル化では糖の供給源となり、この反応はグリコシルトランスフェラーゼによって触媒される。

## 歴史
オリゴ糖の同化作用と糖ヌクレオチドの役割は、1950年代にルロアールらがグリコシルトランスフェラーゼを発見したことにより明かになった。グリコシルトランスフェラーゼはグリコシル基を糖ヌクレオチドから受容体に転移させる酵素である。

## 生化学的重要性
グリコシル基供与体として作用するためにはその単糖が高いエネルギーを持たなければならないため、糖ヌクレオチドとなる必要がある。この糖ヌクレオチドはヌクレオチド三リン酸とグリコシル一リン酸との反応で合成される。

## 種類
動物にはグリコシル基供与体として9種の糖ヌクレオチドが存在し、ヌクレオシドの違いによって分類することができる。
- ウリジン二リン酸 - ウリジン二リン酸グルコース、ウリジン二リン酸ガラクトース、ウリジン二リン酸-N-アセチルグルコサミン、ウリジン二リン酸グルクロン酸、ウリジン二リン酸キシロース
- グアノシン二リン酸 - グアノシン二リン酸マンノース、グアノシン二リン酸フコース
- シチジン一リン酸 - シチジン一リン酸-N-アセチルノイラミン酸

植物およびバクテリアでは他にも多くの糖が用いられる。特にシチジン二リン酸グルコースとチミジン二リン酸グルコースが自然界に多く見られ、他にも多くのCDP, TDP-糖が供与体ヌクレオチドとして存在する
。